# Сватковская, Дарья Дмитриевна
Дарья Дмитриевна Сватковская (4 декабря 1996, Москва, Россия) — российская гимнастка. Мастер спорта России международного класса по художественной гимнастике. Член сборной команды России по художественной гимнастике. Чемпионка Европы среди юниоров в групповых упражнениях по художественной гимнастике (2011), чемпионка Европы в команде и в упражнении с обручем (2013).

## Биография
Дарья Сватковская родилась 4 декабря 1996 года в Москве. Родители — спортсмены. Мать — Скалдина Оксана Валентиновна, советская спортсменка (художественная гимнастка), бронзовый призёр Олимпиады 1992 года; отец, Дмитрий Сватковский — олимпийский чемпион 2000 года по современному пятиборью.
Первый крупный успех пришёл на Всероссийских соревнованиях «Юный гимнаст» в Белгороде.
В 2009 году на первенстве России среди юниорок Сватковская завоевала серебряную медаль в многоборье. В этом сезоне уже победительница первенства страны в командном зачёте и чемпионка в упражнении с мячом. Её прогресс был также отмечен Ириной Винер, посетовавшей на то, что из-за возрастных ограничений Сватковская не сможет принять участие в Юношеских Олимпийских играх в Сингапуре.
В октябре 2010 года Сватковскаяв команде с Евгенией Канаевой и Дарьей Кондаковой победила в Токио на клубном чемпионате мира.
В 2011 году вошла в юниорский состав в групповых упражнениях. Команда выиграла несколько стартов сезона, а в заключение стала победителем чемпионата Европы в Минске в упражнении с 5 скакалками, а также серебряным призёром в многоборье.
В 2012 году Сватковская дебютировала по программе сениорок и на первом же старте стала победительницей международного турнира, проводившегося в рамках соревнований серии Гран-При в Москве. На проходившем в Пензе чемпионате России заняла второе место в многоборье, завоевала «серебро» в упражнении с лентой и обручем, а также «бронзу» в упражнении с булавами.
В 2013 году вошла в основной состав сборной России. На первом старте — Гран-При в Москве — заняла третье место в многоборье, второе — в упражнении с обручем и первое — в упражнении с лентой. Далее участвовала в этапах Гран-при и Кубка мира, где неизменно занимала призовые места.
В мае 2013 прошёл чемпионат Европы в Вене, где Сватковскаявместе с Маргаритой Мамун и Яной Кудрявцевой завоевала «золото» в командном первенстве, а также победила в финале упражнения с обручем.
На чемпионате России 2013 года Дарья Сватковская стала абсолютной чемпионкой страны, набрав в многоборье 75,65 балла и опередив Елизавету Назаренкову (73,40) и Анну Трубникову (72,35).
В 2014 закончила карьеру из-за серьезной травмы спины.